# Cẩm Châu (xã)
Cẩm Châu là một xã thuộc huyện Cẩm Thủy, tỉnh Thanh Hóa, Việt Nam.

## Địa giới hành chính
Xã Cẩm Châu là xã nằm ở phía nam của huyện Cẩm Thủy.
- Phía bắc giáp các xã Cẩm Thạch, Cẩm Bình và thị trấn Phong Sơn, huyện Cẩm Thủy.
- Phía đông giáp xã Cẩm Yên, huyện Cẩm Thủy.
- Phía nam giáp xã Cẩm Tâm, huyện Cẩm Thủy và xã Đồng Thịnh, huyện Ngọc Lặc.
- Phía tây giáp các xã Quang Trung và Thạch Lập, huyện Ngọc Lặc.

## Hành chính
Xã Cẩm Châu được thành lập năm 1964 trên cơ sở chia tách từ xã Cẩm Tâm.
Năm 2009, sau khi thị trấn nông trường Thống Nhất (huyện Yên Định) được giải thể, 43,77 ha diện tích tự nhiên do thị trấn nông trường Thống Nhất quản lý đã được chuyển về xã Cẩm Châu.

## Giao thông
Xã Cẩm Châu có tỉnh lộ 519 chạy qua.
Đường Hồ Chí Minh chạy qua xã cẩm châu với chiều dài khoảng 3 km qua địa phận: Làng Kim, khu trung tâm, Phú Sơn